# سامية سامي
سامية سامي ممثلة مصرية من مواليد 1944 وكان أول ظهور لها في السينما المصرية عام 1969 في فيلم المخرج عبد المنعم شكري الكوميدي «صباح الخير يا زوجتي العزيزة» واستمرت في العمل السينمائي وعلى مدار 18 عاماً قدمت 27 عملاً بين السينما والتلفزيون.

## قائمة أعمالها
فيلم تليفزيوني «الوصية» للمخرج ناجي رياض عام 1969.
سهرة تليفزيونية «الدليل» للمخرج أحمد عمار عام 1969.
فيلم «صباح الخير يا زوجتي العزيزة» للمخرج عبد المنعم شكري عام 1969.
فيلم «الحب والصمت» للمخرج عبد الرحمن شريف عام 1973
فيلم «الأصيل» للمخرج عبد الرحمن شريف عام 1973
فيلم «المليونيرة النشالة» للمخرج سيف الدين شوكت عام 1978
فيلم «وقيدت ضد مجهول» للمخرج مدحت السباعي عام 1981
فيلم «حكمت المحكمة» للمخرج أحمد يحيى عام  1981
فيلم «المشبوه» للمحرج سمير سيف عام 1981
فيلم «العرافة» للمخرج عاطف سالم عام 1981
فيلم «الرحمة يا ناس» للمخرج كمال صلاح الدين عام 1981
فيلم «الإنسان يعيش مرة واحدة» للمخرج سيمون صالح عام 1981
مسلسل «الأبرياء» للمخرج فخر الدين صلاح عام 1981
فيلم «عصابة حمادة وتوتو» للمخرج محمد عبد العزيز عام 1982
فيلم «العوامة رقم 70» للمخرج خيري بشارة عام 1982
فيلم «الطاووس» للمخرج كمال الشيخ عام 1982
فيلم «آدم يعود للجنة» للمخرج عبد المنعم شكري عام 1982
مسلسل «حتى لا يختنق الحب» للمخرجة إنعام محمد علي عام 1983
فيلم «أيوب» للمخرج هاني لاشين عام 1983
فيلم «إن ربك لبالمرصاد» للمخرج محمد حسيب عام 1983
فيلم «العذراء والشعر الأبيض» للمخرج حسين كمال عام 1983
مسلسل «هند والدكتور نعمان» للمخرج رائد لبيب عام 1984
فيلم «غضب الحليم» للمخرج كمال عطية عام 1984
فيلم «الحريف» للمخرج محمد خان عام 1984
فيلم «الحكم آخر الجلسة» للمخرج محمد عبد العزيز عام 1985
فيلم «الحب فوق هضبة الهرم» للمخرج عاطف الطيب عام 1986
فيلم «أبناء وقتلة» للمخرج عاطف الطيب عام 1987 

## وصلات خارجية
- سامية سامي على موقع الدهليز
- سامية سامي على موقع قاعدة بيانات الأفلام العربية
- سامية سامي على موقع الدهليز
- سامية سامي على موقع كاروهات